# Sant’Andréa-d’Orcino
Sant’Andréa-d’Orcino (kors. Sant' Andrea d'Urcinu) – miejscowość i gmina we Francji, w regionie Korsyka, w departamencie Korsyka Południowa.
Według danych na rok 1990 gminę zamieszkiwało 69 osób, a gęstość zaludnienia wynosiła 8 osób/km².